# 정해인
정해인(丁海寅, 1988년 4월 1일~)은 대한민국의 배우이다. 본관은 나주며, 정약용의 6세손이다.

## 생애
정해인은 1988년 4월 1일에 정상진(丁尙鎭)과 강유미(康有渼)의 아들로 태어났다. 정상진은 의사로 국무총리, 국회의원 등 고관대작의 주치의를 맡기도 했다. 서울신길초등학교, 성남중학교, 영등포고등학교, 평택대학교 방송연예학 학사를 졸업하였다. 2013년 데뷔했다.

## 학력
- 서울신길초등학교 (졸업)
- 성남중학교 (졸업)
- 영등포고등학교 (졸업)
- 평택대학교 (방송연예학 학사)

## 출연 작품

### 드라마
| 연도 | 방송사                     | 제목                           | 역할   | 비고            |
| ---- | -------------------------- | ------------------------------ | ------ | --------------- |
| 2014 | TV조선                     | 《백년의 신부》                | 최강인 | 데뷔작          |
| 2014 | tvN                        | 《삼총사》                     | 안민서 |                 |
| 2015 | KBS2                       | 《블러드》                     | 주현우 |                 |
| 2015 | tvN                        | 《응답하라 1988》              | 호영   | 13회, 단역      |
| 2016 | SBS                        | 《그래, 그런거야》             | 유세준 |                 |
| 2016 | MBC                        | 《불야성》                     | 탁지운 |                 |
| 2016 | tvN                        | 《쓸쓸하고 찬란하神 - 도깨비》 | 최태희 | 특별출연(7~8회) |
| 2017 | SBS                        | 《당신이 잠든 사이에》         | 한우탁 |                 |
| 2017 | tvN                        | 《슬기로운 감빵생활》          | 유정우 |                 |
| 2018 | tvN                        | 《슬기로운 감빵생활》          | 유정우 |                 |
| JTBC | 《밥 잘 사주는 예쁜 누나》 | 서준희                         | 주연   |                 |
| 2019 | MBC                        | 《봄밤》                       | 주연   | 유지호          |
| 2020 | tvN                        | 《반의 반》                    | 주연   | 문하원          |
| 2021 | 넷플릭스                   | 《D.P.》                       | 주연   | 안준호          |
| 2021 | JTBC                       | 《설강화 : snowdrop》          | 주연   | 임수호          |
| 2022 | 디즈니+ 핫스타             | 《커넥트》                     | 주연   | 하동수          |
| 2023 | 넷플릭스                   | 《D.P. 시즌2》                 | 주연   | 안준호          |
| 2024 | tvN                        | 《엄마친구아들》               | 주연   | 최승효          |
| 2025 | SBS                        | 《사계의 봄》                  | 안세현 | 특별출연(10회)  |

### 영화
- 2014년 영화 《레디액션 청춘 - 〈훈련소 가는 길〉편》 ... 박만재 역
- 2015년 영화 《장수상회》 ... 젊은 시절 김성칠 (박근형 젊은시절) 역
- 2016년 영화 《서울의 달》 ... 지평 역
- 2017년 영화 《임금님의 사건수첩》 ... 흑운 역
- 2017년 영화 《역모: 반란의 시대》 ... 김호 역
- 2018년 영화 《흥부》 ... 헌종 역
- 2019년 영화 《유열의 음악앨범》 ... 차현우 역
- 2019년 영화 《시동》 ... 우상필 역
- 2020년 영화 《피원에이치: 새로운 세계의 시작》 ... 한 역 (특별출연)
- 2021년 영화 《언프레임드 : 〈블루 해피니스〉 편》 ... 찬영 역
- 2023년 영화 《서울의 봄》 ... 오진호 역 (특별출연, 천만영화)
- 2024년 영화 《베테랑 2》[2] ... 박선우 (해치) 역 (2편의 서브 주인공, 스포일러[3])
- 미정 영화 《베테랑 3》 ... 박선우 역

## 연기 외 활동

### 방송
| 연도                 | 방송사 | 제목                    | 역할      | 날짜    | 비고  |
| -------------------- | ------ | ----------------------- | --------- | ------- | ----- |
| 2018                 | Olive  | 《밥블레스유》          | 특별 출연 | 09. 13. | 13회  |
| 2018                 | MBC    | 《나 혼자 산다》        | 특별 출연 | 11. 30. | 270회 |
| 2019                 | KBS2   | 《해피투게더》시즌 4    | 게스트    | 08. 15. | 45회  |
| 2019.11.26~2020.1.21 | KBS2   | 《정해인의 걸어보고서》 | 고정출연  |         |       |

### 웹예능
| 연도 | 방송사 | 제목       | 역할   | 날짜    | 비고 |
| ---- | ------ | ---------- | ------ | ------- | ---- |
| 2024 | 유튜브 | 《핑계고》 | 게스트 | 09. 07. | 56회 |

### 나레이션
| 연도 | 방송사 | 제목   | 날짜                | 비고  |
| ---- | ------ | ------ | ------------------- | ----- |
| 2018 | MBC    | 《곰》 | 18.12.03.~19.02.18. | 5부작 |

### 뮤직 비디오
| 연도 | 가수     | 제목     | 비고  |
| ---- | -------- | -------- | ----- |
| 2013 | AOA 블랙 | 〈MOYA〉 | [ 4 ] |

### 광고
| 연도      | 기업명 (광고주)  | 제품명                            | 종류                  | 공동 출연                            |
| --------- | ---------------- | --------------------------------- | --------------------- | ------------------------------------ |
| 2014      | SPC그룹          | 베스킨라빈스31- 카푸치노 블라스트 | 프렌차이즈 아이스크림 |                                      |
| 2014      | 삼성전자         | 삼성 갤럭시 노트3 - 소치올림픽 편 | 휴대폰                |                                      |
| 2015      | KB국민카드       | 청춘대로카드                      | 신용카드              |                                      |
| 2015      | LG유플러스       | LG유플러스                        | 통신사                |                                      |
| 2016      | (주)월비통상     | 에비수(EVISU)                     | 데님 브랜드           |                                      |
| 2017      | (주)루시가토     | 마리웨일237                       | 프렌차이즈 카페       |                                      |
| 2017      | (주)콜핑         | 콜핑                              | 아웃도어 의류         | 서현진                               |
| 2018      | (주)LF           | 질스튜어트 액세서리               | 잡화 악세사리         | 정채연                               |
| 2018      | (주)LF           | 질 바이 질스튜어트                | 셔츠 의류             |                                      |
| 2018      | (주)남양유업     | 프렌치카페 로스터리               | 컵커피                |                                      |
| 2018      | (주)빙그레       | 따옴 주스                         | 음료                  |                                      |
| 2018      | 한국코카콜라(유) | 스프라이트                        | 음료                  |                                      |
| 2018~현재 | KGC인삼공사      | 정관장 홍삼정 에브리타임          | 건강식품              | 박은빈                               |
| 2018~현재 | KGC인삼공사      | 정관장 명절선물세트               | 건강식품              | 안성기, 김성령                       |
| 2018~현재 | 현대백화점그룹   | 현대백화점면세점                  | 면세점                | 윤아                                 |
| 2018~2020 | (주)듀이트리     | 듀이트리                          | 화장품                |                                      |
| 2018~2020 | (주)삼성화재     | 삼성화재                          | 보험                  | 차태현(2018년), 권혁, 이소영(2020년) |
| 2018~2019 | 볼보자동차코리아 | 더 뉴 볼보 XC40                   | 자동차                |                                      |
| 2018~2019 | (주)이베이코리아 | G9                                | 오픈 마켓             |                                      |
| 2018~2019 | 케이투코리아     | K2 아웃도어                       | 아웃도어              | 수지                                 |
| 2019~현재 | NH농협은행       | NH 스마트뱅킹 One Up              | 금융(은행)            |                                      |
| 2019~현재 | NH농협은행       | NH농협카드                        | 신용카드              |                                      |
| 2020~현재 | (주)IDUS KOREA   | 푸라닭치킨                        | 치킨 프랜차이즈       |                                      |

## 수상 및 후보
| 연도 | 시상식                                         | 부문                              | 작품                   | 결과 | 출처  |
| ---- | ---------------------------------------------- | --------------------------------- | ---------------------- | ---- | ----- |
| 2016 | SBS 연기대상                                   | 뉴스타상                          | 그래, 그런거야         | 수상 |       |
| 2017 | SBS 연기대상                                   | 수목드라마부문 남자 우수연기상    | 당신이 잠든 사이에     | 후보 |       |
| 2018 | 제13회 숨피 어워즈                             | 브레이크아웃 배우상               | 당신이 잠든 사이에     | 수상 | [ 5 ] |
| 2018 | 제13회 숨피 어워즈                             | 최우수조연상 남자부문             | 당신이 잠든 사이에     | 후보 |       |
| 2018 | 제54회 백상예술대상                            | 남자 인기상                       | 슬기로운 감빵생활      | 수상 |       |
| 2018 | 제6회 아시아태평양 스타 어워즈                 | 중편드라마부문 남자 우수연기상    | 밥 잘 사주는 예쁜 누나 | 수상 |       |
| 2018 | 제6회 아시아태평양 스타 어워즈                 | 남자 케이스타인기상               | 밥 잘 사주는 예쁜 누나 | 수상 | [ 6 ] |
| 2018 | 제2회 더 서울어워즈                            | 드라마부문 남우신인상             | 밥 잘 사주는 예쁜 누나 | 후보 |       |
| 2018 | 제2회 더 서울어워즈                            | 드라마부문 남자인기상             | 밥 잘 사주는 예쁜 누나 | 수상 |       |
| 2018 | 제2회 더 서울어워즈                            | 한류아티스트상                    | 밥 잘 사주는 예쁜 누나 | 수상 |       |
| 2018 | 제3회 아시아 아티스트 어워즈                   | 베스트 이모티브상                 | 빈칸                   | 수상 |       |
| 2018 | 제3회 아시아 아티스트 어워즈                   | ,아시아 트렌드상                  | 빈칸                   | 수상 |       |
| 2018 | 제3회 아시아 아티스트 어워즈                   | ,올해의 아티스트상                | 빈칸                   | 수상 |       |
| 2019 | 제10회 대한민국 대중문화예술상                 | 문화체육관광부장관 표창           | 빈칸                   | 수상 |       |
| 2019 | 제14회 숨피 어워즈                             | 올해의 연기상 남자부문            | 밥 잘 사주는 예쁜 누나 | 후보 |       |
| 2019 | 제14회 숨피 어워즈                             | 베스트 커플상 (with 손예진)       | 밥 잘 사주는 예쁜 누나 | 후보 |       |
| 2019 | 제4회 아시아 아티스트 어워즈                   | 포텐셜 상 (배우 부문)             | 빈칸                   | 수상 |       |
| 2019 | 제4회 아시아 아티스트 어워즈                   | 베스트 아이콘상                   | 빈칸                   | 수상 |       |
| 2019 | 제8회 대한민국 베스트 스타상(한국영화배우협회) | 베스트 신인상                     | 유열의 음악앨범        | 수상 |       |
| 2019 | 제4회 런던 동아시아 영화제                     | 최고 인기상                       | 유열의 음악앨범        | 수상 |       |
| 2019 | 제40회 청룡영화상                              | 신인남우상                        | 유열의 음악앨범        | 후보 |       |
| 2019 | MBC 연기대상                                   | 대상                              | 봄밤                   | 후보 |       |
| 2019 | MBC 연기대상                                   | 수목 드라마부문 남자 최우수연기상 | 봄밤                   | 수상 |       |
| 2019 | MBC 연기대상                                   | 최고의 1분 커플 (with 한지민)     | 봄밤                   | 후보 |       |
| 2020 | 제56회 대종상                                  | 신인남우상                        | 유열의 음악앨범        | 수상 |       |
| 2020 | 제56회 백상예술대상                            | 영화부문 남자 신인연기상          | 유열의 음악앨범        | 후보 |       |
| 2020 | 제25회 춘사영화제                              | 신인남우상                        | 유열의 음악앨범        | 후보 |       |
| 2021 | 제7회 아시아태평양 스타 어워즈                 | 아이돌챔프 남자 인기상            | 반의 반                | 후보 |       |
| 2022 | 제20회 디렉터스 컷 어워즈                      | 시리즈부문 올해의 남자배우상      | D.P.                   | 후보 |       |
| 2022 | 제58회 백상예술대상                            | TV부문 남자 최우수연기상          | D.P.                   | 후보 |       |
| 2022 | 제1회 청룡 시리즈 어워즈                       | 티르티르 인기스타상               | D.P.                   | 수상 |       |
| 2022 | 제1회 청룡 시리즈 어워즈                       | 남우주연상                        | D.P.                   | 후보 |       |
| 2022 | 제8회 아시아태평양 스타 어워즈                 | OTT부문 남자 최우수 연기상        | D.P.                   | 수상 |       |
| 2023 | 제59회 대종상                                  | 시리즈 남우상                     | D.P. 시즌2             | 후보 |       |
| 2024 | 제22회 디렉터스 컷 시상식                      | 시리즈부문 올해의 남자배우상      | D.P. 시즌2             | 후보 |       |
| 2024 | 제29회 소비자의 날 시상식                      | 시청자가 뽑은 올해의 배우         | 엄마친구아들           | 수상 |       |
| 2024 | 제45회 청룡영화상                              | 남우조연상                        | 베테랑 2               | 수상 |       |
| 2024 | 제45회 청룡영화상                              | 청정원 인기스타상                 | 베테랑 2               | 수상 |       |
| 2025 | 대한민국 퍼스트 브랜드 대상                    | 남자배우 - 드라마                 | 엄마친구아들           | 수상 |       |
| 2025 | 제61회 백상예술대상                            | 영화부문 남자 조연상              | 베테랑 2               | 후보 |       |

## 가족
- 아버지 정상진, 어머니 강유미